# Gnadau

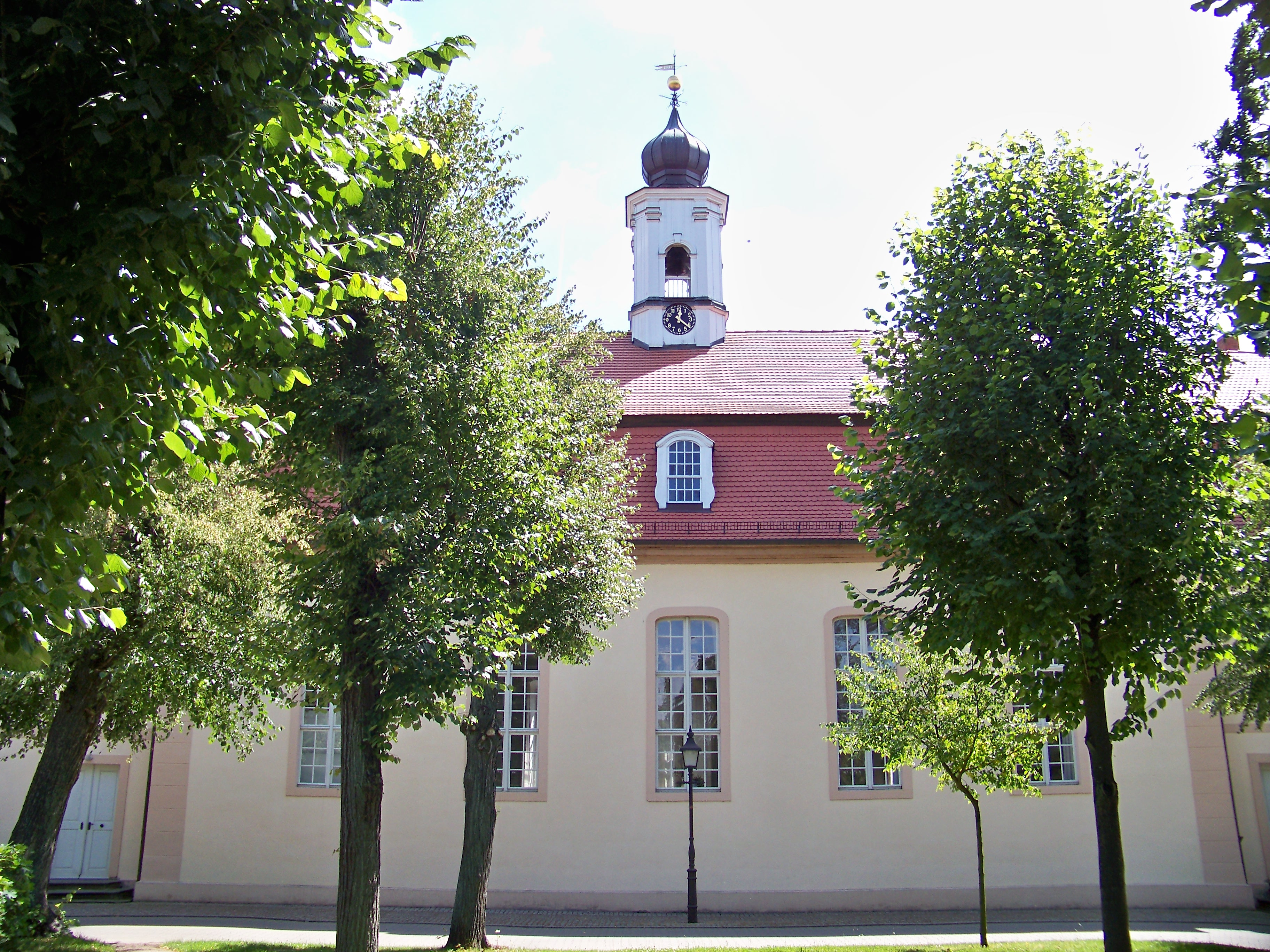
Gnadaus kyrka.

Gnadau är en stadsdel i Barby, Sachsen-Anhalt, strax söder om Magdeburg. Den grundades 1767 som en herrnhutisk koloni med flera undervisningsanstalter, boktryckeri och Evangeliska brödraförsamlingens förlagsbokhandel.